# Propelops pacificus
Propelops pacificus är en kvalsterart som beskrevs av Krivolutsky 1971. Propelops pacificus ingår i släktet Propelops och familjen Phenopelopidae. Inga underarter finns listade i Catalogue of Life.